# Kazachs voetbalelftal in 1997
Het Kazachs voetbalelftal speelde in totaal dertien interlands in het jaar 1997, het zesde jaar als onafhankelijke staat nadat het land decennialang deel had uitgemaakt van de Sovjet-Unie. De ploeg stond voor het derde en laatste jaar onder leiding van bondscoach Serik Berdalin, die afzwaaide na het duel tegen Japan (5-1 nederlaag) op 8 november. Op de in 1993 geïntroduceerde FIFA-wereldranglijst steeg Kazachstan in 1997 van de 156ste (januari 1997) naar de 107ste plaats (december 1997).

## Balans
| Wedstrijden | Wedstrijden | Wedstrijden | Wedstrijden | Doelpunten | Doelpunten | Doelpunten | Punten |
| Gespeeld    | Winst       | Gelijk      | Verlies     | Voor       | Tegen      | Saldo      | Punten |
| ----------- | ----------- | ----------- | ----------- | ---------- | ---------- | ---------- | ------ |
| 13          | 5           | 3           | 5           | 22         | 24         | –2         | 1.000  |

## Interlands
|                                                          |                                                                      |       |          |                                                                                      |
| 11 mei WK-kwalificatie № 19 «onderlinge duels» 19:00 uur | Kazachstan                                                           | 3 – 0 | Pakistan | Zentral Stadion, Almaty Toeschouwers: 12.000 Scheidsrechter: Allabergen Sapaev (TKM) |
| 11 mei WK-kwalificatie № 19 «onderlinge duels» 19:00 uur | Boulat Esmagambetov 2' Valeri Yablochkin 49' Boulat Esmagambetov 62' |       |          | Zentral Stadion, Almaty Toeschouwers: 12.000 Scheidsrechter: Allabergen Sapaev (TKM) |

|                                                          |                      |       |                                         |                                                                                |
| 6 juni WK-kwalificatie № 20 «onderlinge duels» 19:00 uur | Irak                 | 1 – 2 | Kazachstan                              | Al-Shaeb Stadion, Bagdad Toeschouwers: 20.000 Scheidsrechter: Jihong Wei (CHN) |
| 6 juni WK-kwalificatie № 20 «onderlinge duels» 19:00 uur | Sadiq Abdul Ridha 2' |       | 41' Alexei Klishin 48' Vladimir Loginov | Al-Shaeb Stadion, Bagdad Toeschouwers: 20.000 Scheidsrechter: Jihong Wei (CHN) |

|                                                           |          | |            |                                                                                 |
| 11 juni WK-kwalificatie № 21 «onderlinge duels» 14:30 uur | Pakistan | 0 – 7 | Kazachstan | Railway Field, Lahore Toeschouwers: 3.500 Scheidsrechter: Abbas Al Dashti (KUW) |
| 11 juni WK-kwalificatie № 21 «onderlinge duels» 14:30 uur |          | 28' Boulat Esmagambetov 32' Alexei Klishin 36' Vladimir Loginov 53' Nourken Mazbaev 64' Viktor Zoebarev 68' Viktor Zoebarev 72' Viktor Zoebarev |            | Railway Field, Lahore Toeschouwers: 3.500 Scheidsrechter: Abbas Al Dashti (KUW) |

|                                                           |                                                            |       |                       |                                                                                      |
| 29 juni WK-kwalificatie № 22 «onderlinge duels» 19:00 uur | Kazachstan                                                 | 3 – 1 | Irak                  | Zentral Stadion, Almaty Toeschouwers: 12.000 Scheidsrechter: Russamee Jindamai (THA) |
| 29 juni WK-kwalificatie № 22 «onderlinge duels» 19:00 uur | Nourken Mazbaev 4' Vladimir Loginov 36' Alexei Klishin 60' |       | 56' Sadiq Abdul Ridha | Zentral Stadion, Almaty Toeschouwers: 12.000 Scheidsrechter: Russamee Jindamai (THA) |

|                                                                 |                                        |       |            |                                                                           |
| 2 september Vriendschappelijk № 23 «onderlinge duels» 16:15 uur | China                                  | 3 – 0 | Kazachstan | Dalian Stadion, Dalian Toeschouwers: 14.000 Scheidsrechter: Wei Lee (CHN) |
| 2 september Vriendschappelijk № 23 «onderlinge duels» 16:15 uur | Zhiyi Fan 17' Jinyu Li 22' Bing Li 40' |       |            | Dalian Stadion, Dalian Toeschouwers: 14.000 Scheidsrechter: Wei Lee (CHN) |

|                                                               |                                                    |       |            |                                                                                       |
| 6 september WK-kwalificatie № 24 «onderlinge duels» 19:00 uur | Zuid-Korea                                         | 3 – 0 | Kazachstan | Chamsil Stadion, Seoul Toeschouwers: 40.000 Scheidsrechter: Santhan Nagalingham (SIN) |
| 6 september WK-kwalificatie № 24 «onderlinge duels» 19:00 uur | Choi Yong-su 25' Choi Yong-su 68' Choi Yong-su 75' |       |            | Chamsil Stadion, Seoul Toeschouwers: 40.000 Scheidsrechter: Santhan Nagalingham (SIN) |

|                                                                |                                                                                                 |       |            |                                                                                          |
| 12 september WK-kwalificatie № 25 «onderlinge duels» 17:45 uur | Arabische Emiraten                                                                              | 4 – 0 | Kazachstan | Zayed Sports City, Abu Dhabi Toeschouwers: 15.000 Scheidsrechter: Pirom Un-Prasert (THA) |
| 12 september WK-kwalificatie № 25 «onderlinge duels» 17:45 uur | Ali Hassan Ghulam 20' Hilal Mohamed Obaid 48' Bakheet Zuhair Saeed 75' Khamees Saad Mubarak 85' |       |            | Zayed Sports City, Abu Dhabi Toeschouwers: 15.000 Scheidsrechter: Pirom Un-Prasert (THA) |

|                                                                |                     |       |                    |                                                                                     |
| 20 september WK-kwalificatie № 26 «onderlinge duels» 17:00 uur | Kazachstan          | 1 – 1 | Oezbekistan        | Zentral Stadion, Almaty Toeschouwers: 12.000 Scheidsrechter: Ahmad Nabil Ayad (LBA) |
| 20 september WK-kwalificatie № 26 «onderlinge duels» 17:00 uur | Roeslan Baltiev 84' |       | 85' Oleg Shatskikh | Zentral Stadion, Almaty Toeschouwers: 12.000 Scheidsrechter: Ahmad Nabil Ayad (LBA) |

|                                                             |                       |       |                  |                                                                                   |
| 4 oktober WK-kwalificatie № 27 «onderlinge duels» 16:00 uur | Kazachstan            | 1 – 1 | Japan            | Zentral Stadion, Almaty Toeschouwers: 12.000 Scheidsrechter: Tajaddin Fares (SYR) |
| 4 oktober WK-kwalificatie № 27 «onderlinge duels» 16:00 uur | Viktor Zoebarev 90+2' |       | 23' Yutaka Akita | Zentral Stadion, Almaty Toeschouwers: 12.000 Scheidsrechter: Tajaddin Fares (SYR) |

|                                                              |                  |       |                 |                                                                                            |
| 11 oktober WK-kwalificatie № 28 «onderlinge duels» 16:00 uur | Kazachstan       | 1 – 1 | Zuid-Korea      | Zentral Stadion, Almaty Toeschouwers: 15.000 Scheidsrechter: Sultan Mujalli Al-Aalaq (BHR) |
| 11 oktober WK-kwalificatie № 28 «onderlinge duels» 16:00 uur | Pavel Evteev 50' |       | 5' Choi Yong-su | Zentral Stadion, Almaty Toeschouwers: 15.000 Scheidsrechter: Sultan Mujalli Al-Aalaq (BHR) |

|                                                              |                                                        |       |                    |                                                                                          |
| 18 oktober WK-kwalificatie № 29 «onderlinge duels» 16:00 uur | Kazachstan                                             | 3 – 0 | Arabische Emiraten | Zentral Stadion, Almaty Toeschouwers: 12.000 Scheidsrechter: Nik Ahmad Haji Yaakub (MAS) |
| 18 oktober WK-kwalificatie № 29 «onderlinge duels» 16:00 uur | Vitali Sparyshev 55' Pavel Evteev 67' Dmitri Yuist 75' |       |                    | Zentral Stadion, Almaty Toeschouwers: 12.000 Scheidsrechter: Nik Ahmad Haji Yaakub (MAS) |

|                                                              |                                                                               |       |            |                                                                                                |
| 25 oktober WK-kwalificatie № 30 «onderlinge duels» 17:00 uur | Oezbekistan                                                                   | 4 – 0 | Kazachstan | Pakhtakor Stadion, Tashkent Toeschouwers: 25.000 Scheidsrechter: Hassan Abdullah Al-Agmi (OMA) |
| 25 oktober WK-kwalificatie № 30 «onderlinge duels» 17:00 uur | Igor Shkvirin 19' Igor Shkvirin 33' Andrei Fedorov 44' Mirdjalal Kassymov 71' |       |            | Pakhtakor Stadion, Tashkent Toeschouwers: 25.000 Scheidsrechter: Hassan Abdullah Al-Agmi (OMA) |

|                                                              |                                                                                                |       |                  |                                                                                        |
| 8 november WK-kwalificatie № 31 «onderlinge duels» 19:00 uur | Japan                                                                                          | 5 – 1 | Kazachstan       | Olympisch Stadion, Tokio Toeschouwers: 56.032 Scheidsrechter: Mario van der Ende (NED) |
| 8 november WK-kwalificatie № 31 «onderlinge duels» 19:00 uur | Yutaka Akita 12' Hidetoshi Nakata 16' Masayuki Nakayama 44' Masami Ihara 67' Takuya Takagi 79' |       | 73' Pavel Evteev | Olympisch Stadion, Tokio Toeschouwers: 56.032 Scheidsrechter: Mario van der Ende (NED) |

## FIFA-wereldranglijst
| JAN | FEB | MAR | APR | MEI | JUN | JUL | AUG | SEP | OKT | NOV | DEC |
| --- | --- | --- | --- | --- | --- | --- | --- | --- | --- | --- | --- |
| 156 | 156 | 156 | 158 | 161 | 136 | 122 | 122 | 121 | 112 | 109 | 107 |

## Statistieken
| Oleg Voskoboinikov    | 1971-07-04 | Taraz Dzhambul         | 8  | 0 | 0 | 13 | 0 |
| Yuriy Ishutin         | 1959-06-22 | Irtysh Pavlodar        | 5  | 1 | 0 |    |   |
| Verdediging           |            |                        |    |   |   |    |   |
| Vitaliy Sparyshev     | 1967-06-26 | Batyr Ekibastuz        | 13 | 0 | 1 |    |   |
| Alevtin Osipov        | 1969-05-13 | Batyr Ekibastuz        | 13 | 0 | 0 |    |   |
| Oirat Saduov          | 1961-02-14 | Irtysh Pavlodar        | 12 | 0 | 0 |    |   |
| Aleksandr Familtsev   | 1975-08-03 | Irtysh Pavlodar        | 10 | 0 | 0 |    |   |
| Bakhytzhan Ensebaev   | 1972-04-08 | Kairat Almaty          | 6  | 1 | 0 |    |   |
| Sergey Timofeev       | 1965-03-05 | Alania Vladikavkaz     | 5  | 0 | 0 |    |   |
| Sergey Konovalenko    | 1974-09-02 | Irtysh Pavlodar        | 3  | 1 | 0 |    |   |
| Ruslan Gumar          | 1973-11-18 | Batyr Ekibastuz        | 1  | 3 | 0 |    |   |
| Almas Kulshinbaev     | 1975-10-20 | Kairat Almaty          | 1  | 2 | 0 |    |   |
| Aleksandr Sklyarov    | 1971-11-18 | Lada-Grad Dimitrovgrad | 1  | 0 | 0 |    |   |
| Sergey Surodeev       | 1969-12-27 | Elimay Semey           | 1  | 0 | 0 |    |   |
| Kalandar Akhmedov     | 1968-08-12 | Kaynar Taldykorgan     | 0  | 1 | 0 |    |   |
| Middenveld            |            |                        |    |   |   |    |   |
| Konstantin Kotov      | 1973-10-07 | FK Astana              | 8  | 1 | 0 |    |   |
| Pavel Evteev          | 1967-06-23 | Vostok Oskemen         | 6  | 3 | 3 |    |   |
| Roeslan Baltiev       | 1978-09-16 | Kairat Almaty          | 5  | 3 | 1 | 8  | 1 |
| Azamat Niyazymbetov   | 1974-03-25 | Taraz Dzhambul         | 4  | 1 | 0 |    |   |
| Aleksey Klishin       | 1973-10-01 | Kairat Almaty          | 4  | 0 | 3 |    |   |
| Askhat Kadyrkulov     | 1974-11-14 | Kairat Almaty          | 3  | 5 | 0 |    |   |
| Andrey Tetushkin      | 1971-08-19 | Zhiger Shymkent        | 3  | 1 | 0 |    |   |
| Dmitriy Yurist        | 1972-02-16 | Kairat Almaty          | 1  | 2 | 1 |    |   |
| Evgeniy Sveshnikov    | 1973-10-06 | Vostok Oskemen         | 1  | 1 | 0 |    |   |
| Maksim Nizovtsev      | 1972-09-09 | Baltika Kaliningrad    | 1  | 0 | 0 |    |   |
| Ivan Popov            | 1973-08-06 | Nosta Novotroitsk      | 1  | 0 | 0 |    |   |
| Andrey Vaganov        | 1968-10-25 | Taraz Dzhambul         | 0  | 2 | 0 |    |   |
| Andrey Miroshnichenko | 1968-12-21 | Elimay Semey           | 0  | 1 | 0 |    |   |
| Faizulla Urdabaev     | 1966-11-10 | Sjachtjor Karaganda    | 0  | 1 | 0 |    |   |
| Aanval                |            |                        |    |   |   |    |   |
| Vladimir Loginov      | 1974-01-05 | Kaysar Kyzylorda       | 7  | 6 | 3 |    |   |
| Bulat Esmagambetov    | 1968-04-01 | Irtysh Pavlodar        | 6  | 1 | 3 |    |   |
| Viktor Zubarev        | 1973-04-10 | Irtysh Pavlodar        | 5  | 2 | 4 | 7  | 4 |
| Nurken Mazbaev        | 1972-07-04 | Taraz Dzhambul         | 5  | 2 | 2 |    |   |
| Oleg Litvinenko       | 1973-11-22 | Elimay Semey           | 2  | 3 | 0 |    |   |
| Valeriy Yablochkin    | 1973-02-02 | Lokomotiv Moskou       | 1  | 0 | 1 |    |   |

KFF · A-internationals · Bondscoaches · Statistieken · Kazachs vrouwenelftal · Olympisch elftal · Kazachstan U21 · Kazachstan U20 · Kazachstan U19 · Kazachstan U18 · Kazachstan U17
1992 – 1999 · 2000 – 2009 · 2010 – 2019 · 2020 – 2029
1992 · 1993 · 1994 · 1995 · 1996 · 1997 · 1998 · 1999 · 2000 · 2001 · 2002 · 2003 · 2004 · 2005 · 2006 · 2007 · 2008 · 2009 · 2010 · 2011 · 2012 · 2013 · 2014 · 2015 · 2016 · 2017 · 2018 · 2019 · 2020 · 2021 · 2022 · 2023 ·
2024 · 2025
Albanië ·
Andorra ·
Armenië ·
Azerbeidzjan ·
Bahrein ·
België ·
Bosnië en Herzegovina ·
Bulgarije ·
Burkina Faso ·
China ·
Curaçao ·
Cyprus ·
Denemarken ·
Duitsland ·
Engeland ·
Estland ·
Faeröer ·
Finland ·
Frankrijk ·
Georgië ·
Griekenland ·
Hongarije · 
Ierland ·
IJsland ·
Irak ·
Iran ·
Japan ·
Jordanië ·
Kirgizië ·
Koeweit ·
Kroatië ·
Laos ·
Letland ·
Libanon ·
Libië ·
Liechtenstein ·
Litouwen ·
Litouwen ·
Luxemburg ·
Malta ·
Moldavië ·
Montenegro ·
Nederland ·
Nepal ·
Noord-Ierland ·
Noord-Korea ·
Noord-Macedonië ·
Noorwegen ·
Oekraïne ·
Oezbekistan ·
Oman ·
Oostenrijk ·
Pakistan ·
Palestina ·
Polen ·
Portugal ·
Qatar ·
Roemenië ·  
Rusland ·
San Marino ·
Saoedi-Arabië ·
Schotland ·
Servië ·
Singapore ·
Slovenië ·
Slowakije ·
Syrië ·
Tadzjikistan ·
Thailand ·
Tsjechië ·
Turkmenistan ·
Turkije ·
Verenigde Arabische Emiraten ·
Vietnam ·
Wales ·
Wit-Rusland ·
Zuid-Korea ·
Zweden